# Claire Littleton
Claire Littleton egy szereplő az ABC sorozatában, a Lost-ban. Emilie de Ravin játssza.

## A repülőgép lezuhanása előtt
Ausztráliában született és nevelkedett. Még fiatal volt, amikor apja elhagyta a családot, így édesanyja nevelte fel. Felnőttként nem túl sikeres: egy gyorsétteremben dolgozik felszolgálóként óránkénti 5 dollárért. Élete igencsak megváltozik, amikor rájön, hogy gyereket vár barátjától, Tomtól. Claire megijed a hirtelen jött anyaságtól, de Tom biztosítja őt arról, hogy mindig vele marad, és majd együtt megbirkóznak a feladattal. Amikor Tom mégis elhagyja Clairet, Claire úgy dönt, hogy amint megszületik, örökbe adja gyermekét.
Nem sokkal később, barátnője, Rachel elviszi őt egy médiumhoz, Richard Malkin-hoz. Mivel Claire-t érdekli az asztrológia és a horoszkóp, Rachel úgy véli, ez majd jobb kedvre deríti barátnőjét. Malkin olvas Claire tenyeréből, de nem akarja befejezni, mert azt mondja, szörnyű dolgot látott. Később, Malkin elmondja Clairenek, hogy a kisbabája veszélyben van, és csak akkor menekülhet meg, ha az anyjával marad. Claire nem hallgat a médiumra, és megkéri, hogy hagyja őt békén.
Claire úgy dönt, hogy egy fiatal házaspárra, Arlene és Joseph Stewart-ra hagyja a még meg sem született gyermekét. Claire elmegy hozzájuk, hogy aláírja a szükséges papírokat. Megkéri őket, hogy majd néha-néha énekeljék el a "Catch a Falling Star" című dalt, mert neki is ezt énekelte az édesapja kiskorában. Stewarték tollat adnak neki, hogy írja alá a nyomtatványt, ám a toll nem működik. Claire még több tollat is kap, de egyik sem akar működni. Claire ezt "jelnek" hiszi, ezért meggondolja magát, és kirohan a szobából.
Claire visszamegy Richard Malkinhoz, de Malkin furcsamód már nem ragaszkodik ahhoz, hogy Claire megtartsa a kisbabáját. Elmondja neki, hogy megszervezett egy adoptálást Los Angelesben, majd ad neki egy jegyet az Oceanic légitársaság 815-ös járatára.

## A szigeten

### Első évad
Jack és Hurley segítségével sikerül elmenekülnie a repülőgéproncsoktól. Azt veszi észre, hogy a babája már órák óta nem rugdos a hasában. Jin megkínálja egy kis tengeri sünnel, majd egy kis tétovázás után megkóstolja. Nagy örömére, a csemegézéstől újra érzi kisbabája mozgolódását. Igen hamar összebarátkozik Charlieval. Charlie szerint Richard Malkin előre tudta, hogy a repülőgép le fog zuhanni, és azért akarta, hogy Claire felszálljon rá, hogy lezuhanjon, és így neki kelljen felnevelnie a kisbabáját. Charlie félti Claire-t, ezért rábeszéli, hogy költözzön ő is a barlangokhoz. Egy éjjel, valaki rátámad Claire-re. Idővel kiderül, hogy Ethan volt az. Ethan elrabolja Clairet, Charliet pedig felakasztja egy fára.
Napokkal később, Boone és Locke találják meg a zavaros állapotú Clairet. Clairenek amnéziája van, és semmire sem emlékszik abból, ami a zuhanás után történt. Charlie és a naplója segítségével próbál visszaemlékezni a történtekre, de az elrablásának időszaka teljesen elveszik emlékezetéből. Később, a túlélők csalinak használják Claire-t, hogy foglyul ejthessék Ethan-t.
Claire Kate segítségével életet ad kisfiának, akit később Aaronnak nevez el. Claire kötődése Charlie iránt még jobban megerősödik, amikor Charlie visszaszerzi Aaront Danielle Rousseau-tól, aki saját lányára, Alexre akarta elcserélni őt a "Többiek"-kel.

### Második évad
Claire Libby segítségével visszaemlékszik arra, amikor Ethan fogságában volt. Kiderül, hogy Ethan a DHARMA Initiative egyik állomásán, a Pálcán tartotta őt fogva. Mivel Ethan begyógyszerezte és elkábította őt, Claire úgy dönt, hogy Ethanre és a "Többiekre" hagyja a kisbabáját. Claire szerencséjére, a "Többiek" egyike, Alex felkeresi őt, és elmondja neki, hogy a társai ki akarják vágni belőle a kisbabát, annak ellenére, hogy Claire ebbe belehal. Alex meg akarja szöktetni őt, de mivel Claire nem hisz neki, kloroformmal elkábítja. Claire a dzsungelben tér magához. Hallja Ethan hangját, ezért kiáltozik utána, hogy megtalálja. Danielle Rousseau éppen arra jár, és Claire heves ellenkezése miatt leütve kényszerül visszavenni őt a túlélők táborába, ahol később rátaláltak.
Miután Claire visszanyerte az emlékezetét, Kate és Rousseau segítségével megkeresi a Pálca állomást. Claire azt gondolja, hogy Aaron megfertőződött egy halálos járvánnyal, ezért orvosságot akar szerezni a számára. Az állomást azonban teljesen kiürítve találják. Bár nem talál gyógyszert, az állomás segítségével teljes mértékben visszanyeri emlékezetét, és rájön, hogy félreismerte Rousseaut.
Claire megtudja, hogy Charlie újra rászokott a heroinra, ezért arra szólítja fel őt, hogy tartsa magát távol tőle és Aaron-tól. Charlie arra kéri őt, hogy keresztelje meg Aaront, mert életveszélyben van. Claire megkéri Mr. Ekót, hogy keresztelje meg kisbabáját. S mivel tudja, hogy ha önmaga nincs megkeresztelkedve, halál esetén nem lehet együtt Aaron-nal a mennyországban, önmagát is megkeresztelteti.
Charlie mindent megtesz azért, hogy Claire megbocsásson neki. Odaadja neki a vakcinákat, amit az élelem között talált. Claire idővel újra elkezd bízni Charlieban: Ana Lucia és Libby temetésén már egymás kezét fogják. Miután Charlie megsérül a bunkerben, Claire teljesen megbocsát neki.

### Harmadik évad
Desmond arra kéri Clairet, hogy hagyja el a táborhelyét, mert nagyon veszélyes. Claire nem hallgat rá, ezért Desmond golfütőböl készít egy villámhárítót, és bebizonyítja, hogy ha villámlana, pont Claire sátra mellett csapna le a villám.